# Cole Motor Car Company

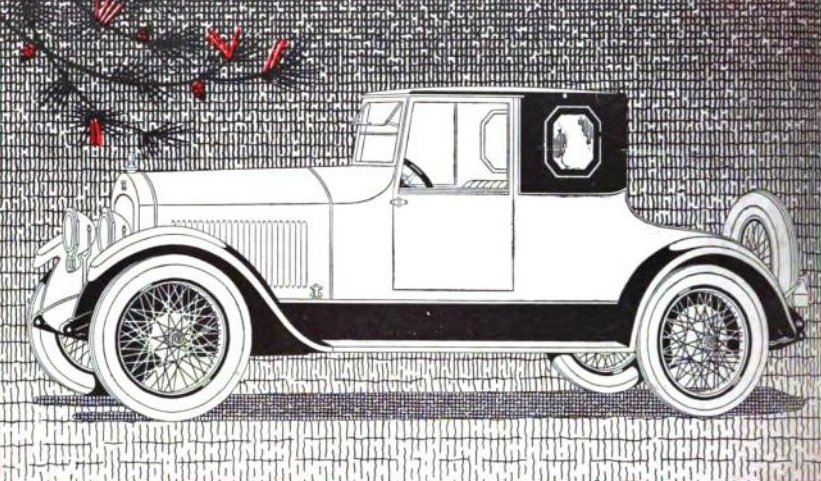
Cole Aero-Eight (1919)

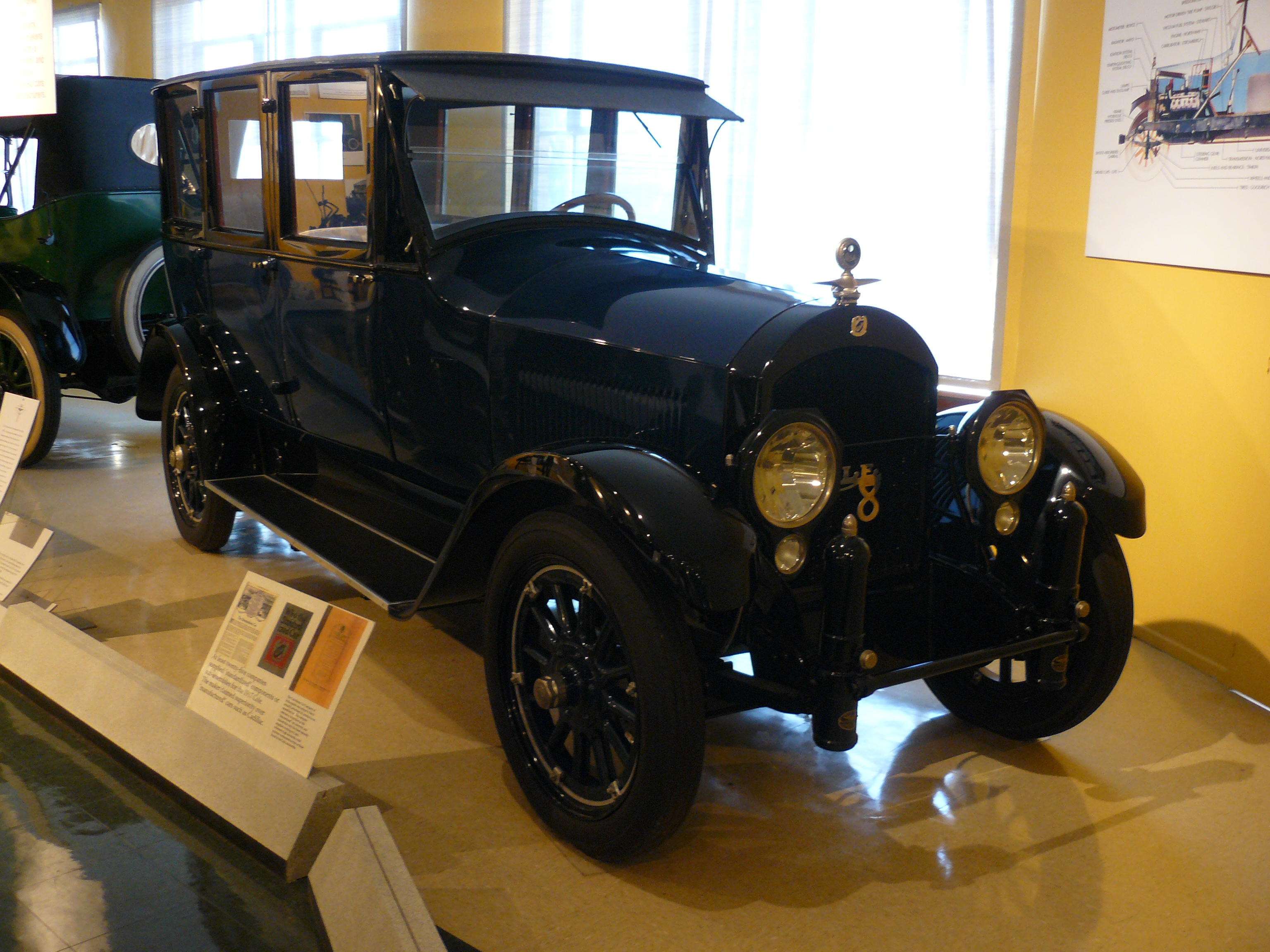
Cole von 1919

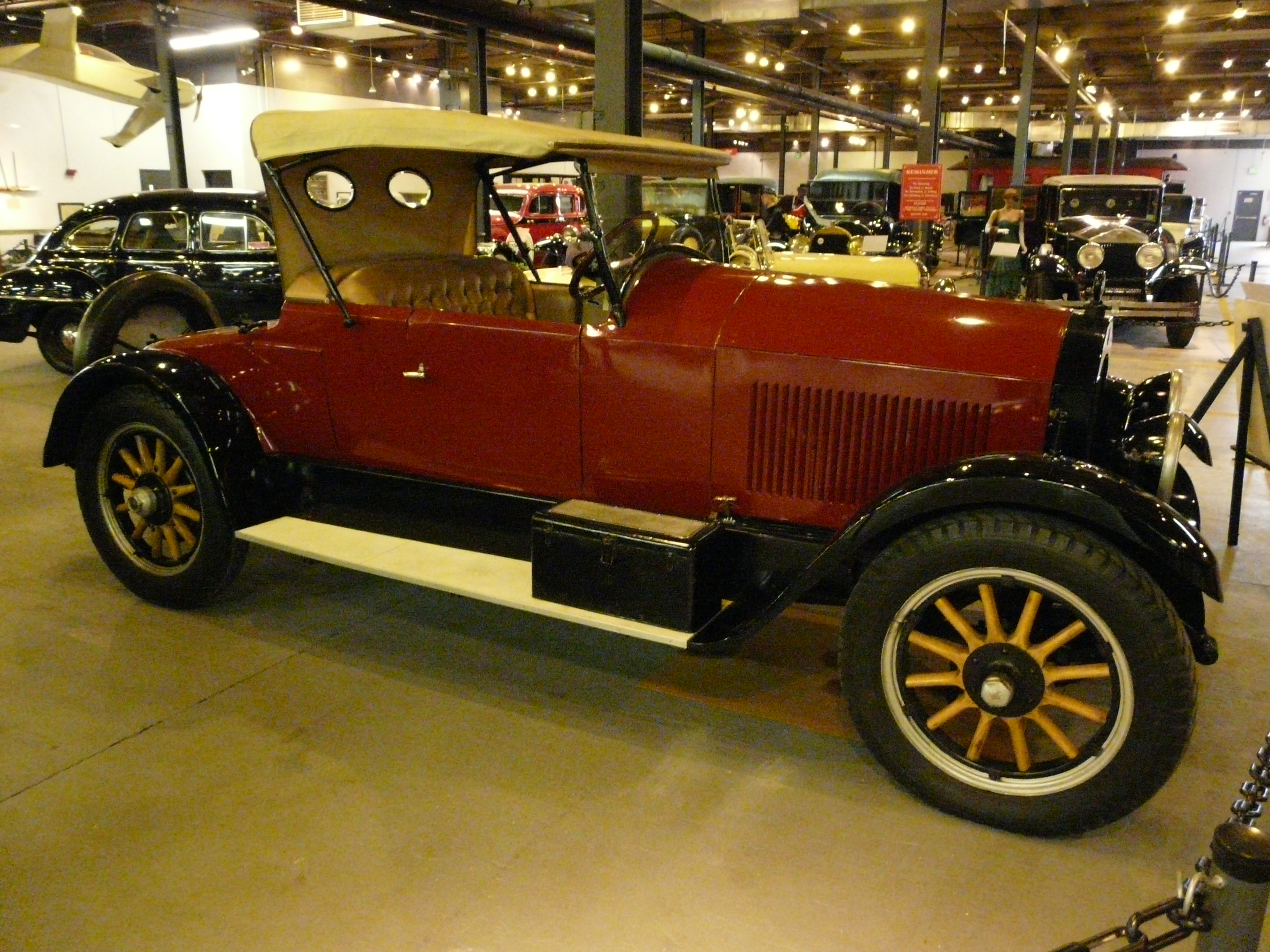
Cole von 1920–1922

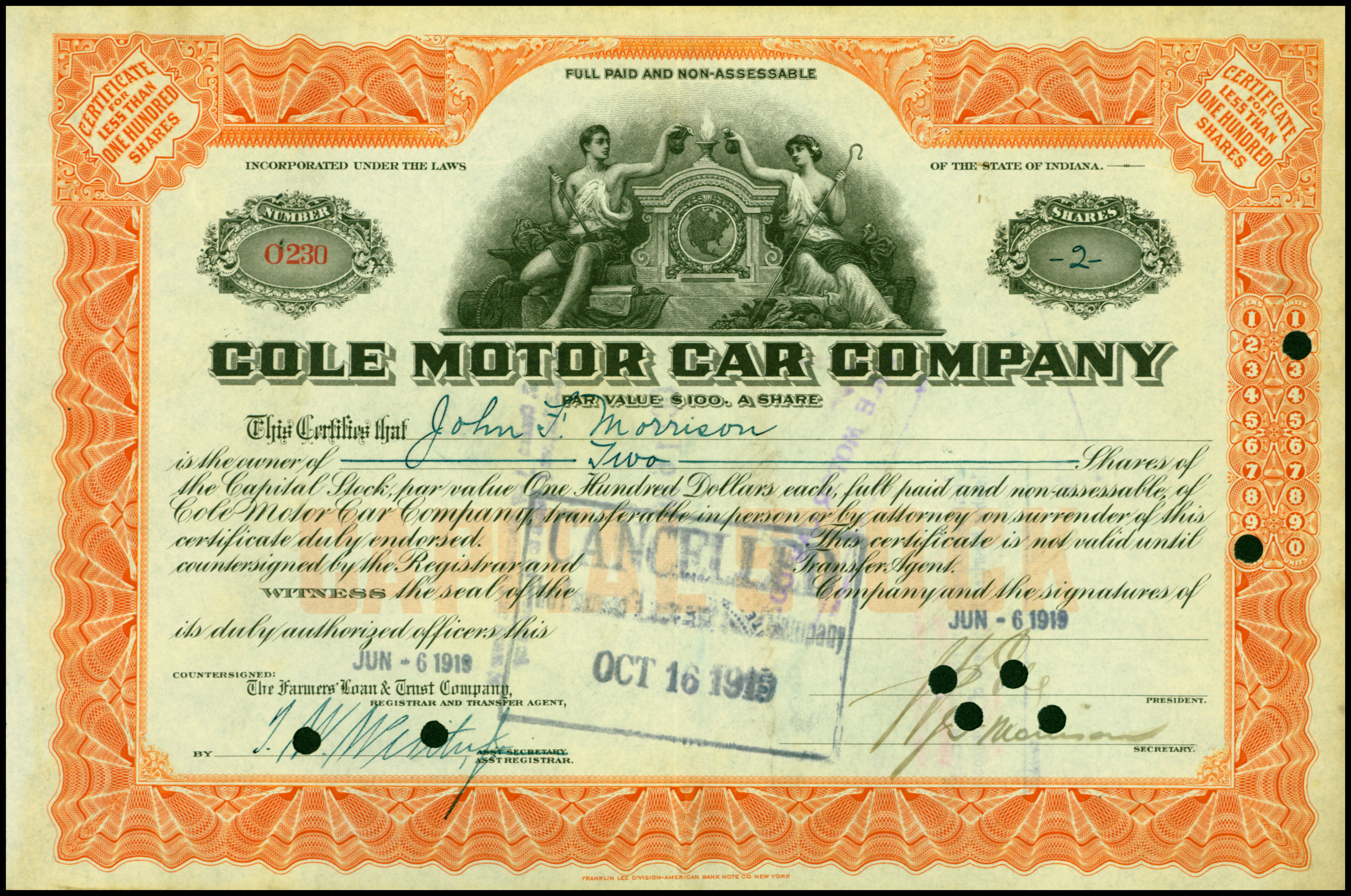
Aktie der Cole Motor Car Company vom 6. Juni 1919

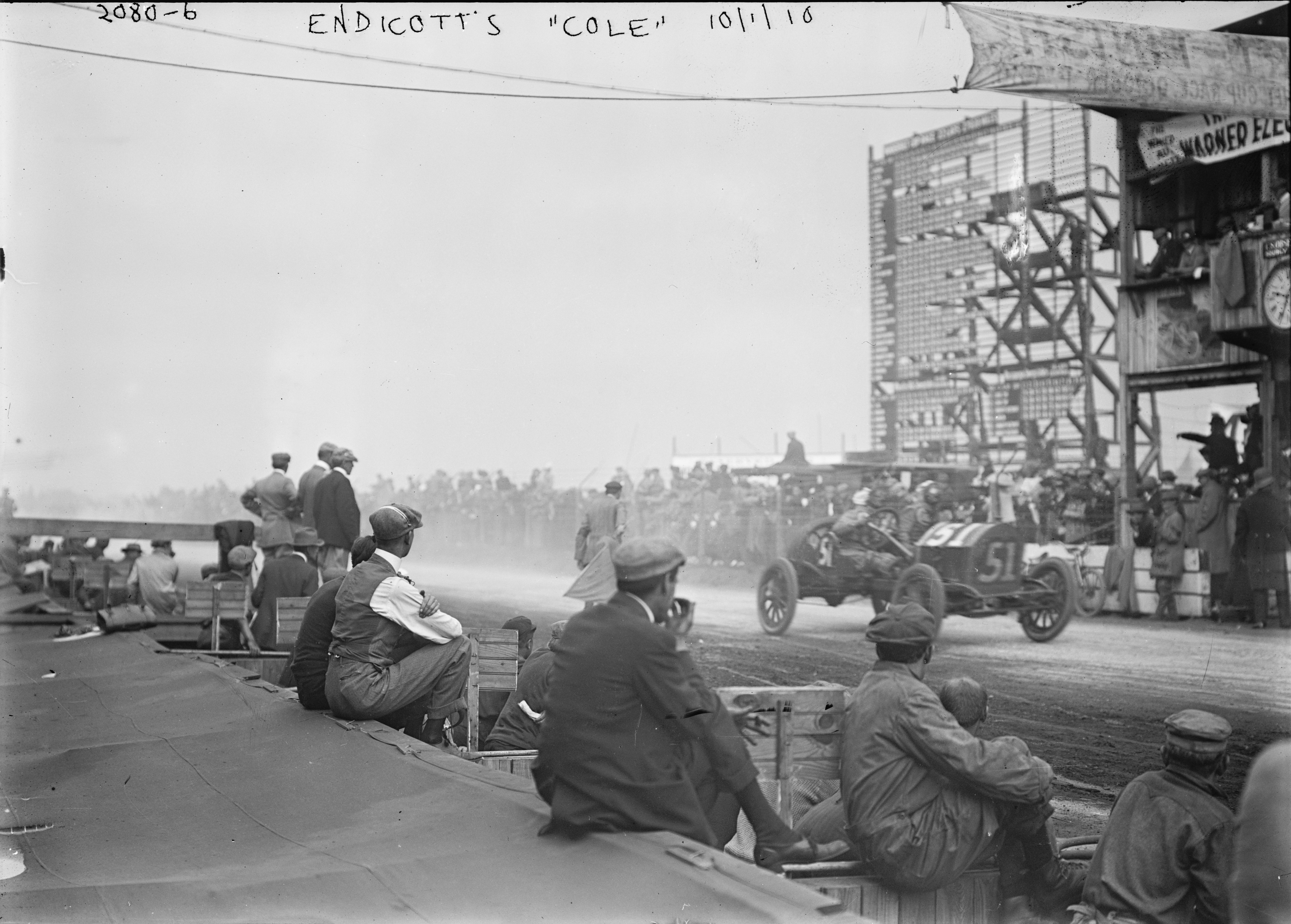
„Wild Bill“ Endicott auf Cole 30 Flyer am Vanderbilt Cup 1910

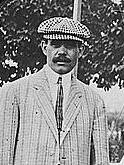
Joseph Jarrett Cole, 1911

Die Cole Motor Car Company war ein US-amerikanischer Automobilhersteller, der von 1909 bis 1925 in Indianapolis in Indiana ansässig war. Die Cole-Automobile waren Luxuswagen. Die Firma gehörte zu den ersten, die V8-Motoren einsetzten.

## Geschichte

### Die frühen Jahre
1904 kaufte Joseph J. Cole die Gates-Osborne Carriage Company auf und benannte sie in Cole Carriage Company um. Dort baute er sein erstes Automobil. Es war ein Highwheeler mit einem Aufbau als Motor-Buggy mit Zweizylindermotor. Eine Legende erzählt, dass er vergaß, Bremsen an dem Wagen anzubringen. So musste er auf seiner ersten Versuchsfahrt so lange im Kreis fahren, bis der Tank leer war.
Zu dieser Zeit baute die Cole Carriage Company schon 3000 Fuhrwerke pro Jahr. Die Automobilproduktion begann im gleichen Jahr unter der Leitung des Ingenieurs Charles S. Crawford, der später bei der Stutz Motor Car Company of America beschäftigt war. Der neue Wagen wurde als „Cole Solid Tire Automobile“ angeboten. Etwa 170 Exemplare wurden verkauft, bevor Cole richtigerweise befand, dass diese Art von Automobil keine Zukunft haben würde.
Im Juni 1909 gründete er die Cole Motor Car Company und entwickelte ein konventionelles, kleines Auto, den Cole 30. Anfangs hatte es einen Zweizylindermotor, der 14 bhp (10,3 kW) lieferte und einen Rahmen mit 2286 mm Radstand. Einzig verfügbarer Aufbau war ein Runabout, den er mit 2, 2/4 oder 4 Sitzen anbot. Die Preise betrugen 725 US-Dollar, 750 Dollar bzw. 775 Dollar. Auch das Cole Solid Tire Automobile gab es noch zu kaufen. Es wurden etwa 100 Exemplare gebaut.

### Vierzylindermotoren
Ende 1909 erschien ein komplett neues Fahrzeug als Modell 1910. Zur allgemeinen Verwirrung wurde es ebenfalls Serie 30 benannt. Aber nachdem sich diese Nummerierung auf die Motorleistung von 30 bhp (22 kW) bezog, entbehrte sie nicht der Logik. Der Radstand betrug 2743 mm. Es gab vier verschiedene offene Aufbauten. Der billigste war der Tourabout für 1400 Dollar; die anderen, zwei Tourenwagen und ein Runabout, der Flyer genannt wurde, kosteten jeweils 1500 Dollar. Cole verkaufte bis zum Jahresende 783 Autos.
Der Flyer war auch in Autorennen ziemlich erfolgreich. Ein Wagen gewann 1909 den Brighton Beach Marathon, ein 24-Stunden-Rennen mit 16 Teilnehmern. Auch nahmen zwei Cole 30 Flyer mit William „Wild Bill“ Endicott und Louis Edwards am Steuer 1910 an den Massapequa Sweepstakes teil. Endicott wann den prestigeträchtigen Wettbewerb über eine Distanz vom 203,38 km in 2 h 18 min 4,32 s.
Der Cole Serie 30 bekam 1911 ein deutlich längeres Fahrwerk mit einem Radstand von 2997 mm und neue Aufbauten. Angeboten wurden ein Roadster und ein Tourenwagen mit zwei bzw. fünf Sitzplätzen für je 1600 Dollar sowie ein Fore-Door-Touring mit vier Türen und ein sportlich enger Toy Tonneau für vier Passagiere zum Preis von je 1650 Dollar.
Eine Serie 40 ersetzte 1912 den 30. Dieser Wagen war größer und hatte 3099 mm Radstand. Er hatte einen stärkeren Vierzylindermotor mit 40 bhp (29 kW) und einem Hubraum von 4692 cm³. Die Preisliste startete bei 1885 Dollar – für einen von vier offenen Aufbauten. Es gab auch ein Colonial Coupe für 2250 Dollar und zwei Limousinen für 3000 bzw. 3250 Dollar. Diese Preise wiesen den Cole als Luxuswagen aus.

### Der neue Sechszylindermotor
1913 bot Cole drei Modellreihen an: Die Serie 40, nun mit 2946 mm Radstand, eine Serie 50 mit 50 bhp (37 kW) mit dem Fahrgestell der früheren Serie 40 und den ersten Sechszylinderwagen der Marke. Dies war die Serie 60, die 60 bhp (44 kW) lieferte. Der Radstand betrug 3353 mm und die Preisliste rief 2485 Dollar für jeden der beiden offenen Aufbauten, 3000 Dollar für das Coupé und 4250 Dollar für die siebensitzige Limousine auf. Von der Serie 40 gab es nur offene Karosserien, einen Roadster und einen Tourenwagen für je 1685 Dollar. In der Serie 50 gab es die gleichen Aufbauten und zusätzlich einen Toy Tonneau für jeweils 1985 Dollar. Darüber hinaus bekamen alle Cole erstmals eine Batteriezündung und elektrische Beleuchtung.
Das Jahr 1914 brachte etliche Veränderungen. Die Serien 40 und 50 wurden durch das neue Modell Four, einen Vierzylinderwagen mit 28,9 PS nach der A.L.A.M.-Formel und einen Radstand von 3048 mm, ersetzt. Angeboten wurden Roadster, Tourenwagen und Toy Tonneau zu je 1925 Dollar und ein Coupé mit drei Sitzplätzen für 2350 Dollar. Der Sechszylinder wurde ebenfalls umbenannt und hieß nun Six. Er war mit 43,8 PS eingestuft und hatte ein noch größeres Fahrgestell mit 3454 mm Radstand. Es gab einen großen Tourenwagen mit sieben Sitzen und die üblichen Aufbauten Roadster und Toy Tonneau. Alle kosteten je 2600 Dollar. Das Coupé gab es für 3000 Dollar und die Limousine für 4000 Dollar.
Die Verkaufszahlen waren 1914 niedrig und so reduzierte Cole die Preise im Modelljahr 1915. Es gab wieder neue Bezeichnungen. Der Four hieß nun Standard 4-40. Es gab von ihm keinen Toy Tonneau mehr und die anderen Aufbauten waren deutlich billiger: 1485 Dollar für die beiden offenen Varianten und 1885 Dollar für das Coupé. Der Six wurde auf zwei Modellreihen aufgeteilt. Das kleinere Modell 6-50 hatte einen mit 29 PS eingestuften Motor und einen Radstand von 3200 mm. Als vier- oder siebensitziger Tourenwagen kostete es 1865 Dollar (immer noch weniger als vordem der Four), als Roadster 2465 Dollar und als Coupé 2250 Dollar. Obwohl der große 6-60 auf dem Fahrgestell des Vorjahresmodell Six mit 3454 mm Radstand einen starken 40 bhp-(29 kW)-Motor bekam, waren die Preise niedriger als beim Vorjahresmodell. Roadster und Tourenwagen mit sieben Sitzen kosteten 2465 Dollar, das Coupé 2750 Dollar und die Limousine 3750 Dollar.
Joseph Cole erhielt mindestens zwei Kaufangebote von William C. Durant, den letzten nach seinem unfreiwilligen Abgang bei General Motors. Zu dieser Zeit versuchte er, einen neuen Automobilkonzern um Chevrolet zu errichten. Cole war nicht interessiert, weil er befürchtete, dass das Unternehmen nach Detroit verlegt werden könnte und die Marke dort ihre Identität verlöre. Stattdessen versuchte er mit Thomas F. Hart von der Inter-State Automobile Company in Muncie, aus bis zu zehn Fahrzeugherstellern aus Indiana einen eigenen  Zusammenschluss nach dem Vorbild von General Motors zu bilden. Das Vorhaben scheiterte an den Bedingungen der Banken.

### Konfektionsautomobile
Cole konnte aus zwei Gründen mit Modellen und Motoren jonglieren, wie er wollte: Der erste lag darin, dass die Gesellschaft sich bis 1915 weigerte, einen jährlichen Modellwechsel zu vollziehen, sondern sich auf Serien verlegte, die geändert wurden, wenn das Management es für nötig hielt. Viele frühe Automobile wurden in dieser Art gebaut und z. B. Packard blieb bis Ende der 1930er-Jahre bei diesem System.
Der zweite Grund lag darin, dass der Cole ein Konfektionsautomobil war, was bedeutet, dass alle wichtigen Teile, wie Motor, Kupplung, Getriebe, Achsen usw. von anderen Firmen zugekauft wurden. Automobilhersteller, die in dieser Weise arbeiteten, hatten eine etwas geringere Reputation als die mit größerer Fertigungstiefe. Für Cole aber war dies nicht nur der einfachere Weg zum Bau von Autos, sondern Joseph Cole argumentierte, dass ein Autobauer, der seine Bestandteile selber produzierte, dies unmöglich mit der gleichen Qualität tun könne wie ein Spezialbetrieb. Cole würde die Komponenten hingegen sorgfältig analysieren und die bestmöglichen verwenden. Daher bevorzugte er die Bezeichnung „standardized car“ (dt.: standardisiertes Automobil) gegenüber dem üblichen „assembled car“ (dt.: Konfektionsautomobil). Gleichzeitig ärgerte er damit Henry M. Leland, den Präsidenten des Rivalen Cadillac, wo bereits damals mit dem Slogan Standard of the World geworben wurde.

### Der Cole V8
Große Neuigkeiten gab es Mitte 1915. Nur ein Jahr nachdem Cadillac den ersten V8-Motor eines US-Herstellers vorgestellt hatte und etwa zur gleichen Zeit, zu der der mächtige Cunningham-V8 eingeführt wurde, brachte Cole sein eigenes V8-Modell heraus – und er sollte bis zur Schließung seiner Firma dabei bleiben, wobei ab 1916 die Vier- und Sechszylindermotoren wegfielen. Dieser Motor hatte einen Hubraum von 5675 cm³ und war mit 39,2 PS eingestuft. Er wurde von der Northway Motor and Manufacturing Company, einer Division von GM, gebaut, die auch den V8 für Cadillac herstellten. Der Wagen hieß Modell 8-50. Er hatte einen Radstand von 3226 mm. Es gab fünf verschiedene Aufbauten zu Preisen zwischen 1785 Dollar und 3250 Dollar.
1917 gab es wenig Veränderungen. Der Wagen hieß nun Modell 860. Es gab fünf verschiedene Aufbauten und etwa das gleiche Preisniveau wie im Vorjahr. Einige Karosserien bekamen abenteuerliche Bezeichnungen, wie „Tuxedo Roadster“, „Tourcoupe“ oder „Toursedan“, von dem ein „Foredoor Toursedan“ existierte (vermutlich eine zweitürige Limousine). 4193 Cole-Automobile wurden in diesem Jahr gefertigt.

### Aggressives Marketing
Die neue Art des Marketings wurde 1918 noch deutlicher. Die Werbeslogans lauteten z. B. „There's a Touch of Tomorrow In All Cole Does Today“ (dt.: In allem, was Cole heute tut, findet sich eine Spur von morgen) oder „Did You Ever Go Balloning in a Cole?“ (dt.: Waren Sie jemals Ballon fahren in einem Cole?). Der letztere Werbespruch bezog sich auf die Ballonreifen, die in diesem Jahr erstmals gegen Aufpreis angeboten wurden und 1925 zur Serienausstattung wurden. Der Wagen wurde als Aero-Eight beworben (im Ausland als Modell 870). Es gab nur mehr drei verschiedene Aufbauten, einen Roadster, einen „Sportster“ und den obligatorischen Tourenwagen. Sie kosteten je 2395 Dollar und hatten Platz, für zwei, vier bzw. sieben Passagiere. Die Wagen bekamen auch ein der Mode entsprechendes Design.
Der 870 Aero-Eight entsprach 1919 technisch größtenteils dem Vorjahresmodell, aber es gab nun sieben verschiedene Aufbauten mit Preisen zwischen 2595 Dollar und 3795 Dollar für das neue Town-Car und das Tourcoupe. Einige geschlossene Karosserien hatten ein achteckiges drittes Seitenfenster als reichlich zweifelhaftes Schönheitsdetail. In diesem Jahr entstanden 6225 Cole.
Das Aero-Eight-Modell 880 für 1920 wurde als „The Forecast of Future Fashions“ (dt.: „Der Vorgriff auf künftige Moden“) angekündigt. Die Werbung behauptete außerdem, dass 15.000 Meilen (über 24.000 km) ohne Wechsel der Reifen möglich sei. Es gab nur drei verschiedene Aufbauten, alle von ihnen offen. Ein Roadster mit zwei Sitzen und ein Speedster mit vier Sitzen für je 2750 Dollar und ein Tourster (= Tourenwagen) für 2850 Dollar. Aber die phantasievollen Produktnamen gingen noch weiter: Sportsedan und Sportcoupe mögen noch ganz gewöhnlich geklungen haben, „Sportosine“ und „Tourosine“ für einige geschlossene Aufbauten entbehren heute aber nicht einer gewissen Komik. Diese Wagen bekamen einstellbare „sturmerprobte“ Windschutzscheiben, die leicht nach hinten geneigt waren. Cole setzte nun Johnson-Vergaser ein und führte einteilige Hinterachsen und Bremseinsteller ein. Die Hinterachsübersetzung (bis 1922) betrug 4,45 : 1. Eine neue Leistungsmessung wurde eingeführt und ersetzte die alte der N.A.C.C. Der Cole V8 hatte nun 80 bhp (59 kW), wobei es bis zur Einstellung des Automobilbaus bei Cole blieb. Die Preise waren etwas gestiegen und lagen nun bei 2750 bis 3995 Dollar.
Die Cole-Modelle von 1921 waren nur leicht verändert. Es verschwanden die meisten der eigenartigen Aufbaubezeichnungen, aber „Sportosine“ und „Tourosine“ blieben. Es gab acht verschiedene Aufbauten und die waren deutlich teurer: 3250 Dollar für die offenen Wagen und zwischen 4250 und 4450 Dollar für die geschlossenen.

### Das Ende
1922 nahm Cole eine größere Fabrik in Betrieb. Die Verkaufszahlen jedoch stürzten ab, hauptsächlich wegen einer kurzen aber massiven wirtschaftlichen Rezession. Obwohl es mehr Modelle gab und die Preise drastisch reduziert wurden (in den meisten Fällen auf ein Niveau unter dem von 1918 / 1919) konnten vom Modell Aero Eight 890, wie es in diesem Jahr hieß, nur 1722 Exemplare gebaut werden. Der Radstand wurde um ¼ Zoll (26 mm) vergrößert und die Rahmenenden gespalten. Das Sportcoupé wog 1882 kg und kostete, ausgestattet mit einem 75 mph–Tachometer, 3385 Dollar.
Die Änderungen am Cole der Serie 890 im Jahre 1923 beschränkten sich auf moderne Scheinwerfer in zylindrischen Gehäusen, Lufteinlässe an der Spritzwand und eine neue Windschutzscheibe mit einstellbarer oberer Hälfte bei den offenen Wagen. Ebenfalls zu den eleganten Details zählten die Drahtspeichenräder, die die alten Holzspeichenräder in der Serie ersetzten. Modische Scheibenräder waren auf Wunsch zu bekommen. Nur in diesem Jahr gab es bei einigen Wagen einen sportlichen Touch, der darin bestand, dass die Trittbretter sich nicht über die gesamte Fahrzeuglänge erstreckten, sondern im Bereich der am Fahrwerk montierten Ersatzräder unterbrochen waren. Es gab wiederum acht verschiedene Karosserien. Die offenen Versionen waren etwas teurer, während die Preise für die geschlossenen Varianten gleich blieben. Die teuerste Version von 1922, die „Tourosine“ für 4185 Dollar, wurde nicht mehr angeboten und auch die seltsamen Namen – mit Ausnahme des „Sportsedan“ – waren verschwunden. Nur 1522 Autos verließen in diesem Jahr die Fabrik.
Angesichts dieser Situation, und weil er noch keine Schulden hatte, entschied sich J. J. Cole 1924, seine Firma zu schließen, anstatt sein Vermögen durch eine Fortsetzung der unwirtschaftlichen Fertigung zu gefährden. Somit ist es kein Wunder, dass das alte Modell 890 nur wenig verändert als Master-Serie in die Ausstellungsräume wanderte. Alle Modelle hatten wieder Trittbretter über die volle Fahrzeuglänge. Es gab sieben verschiedene Aufbauten und die Preise waren noch einmal erheblich gesunken: offene Karosserien kosteten 2175 Dollar, das Coupé 2750 Dollar und die anderen geschlossenen Versionen 3075 Dollar. In diesem Jahr wurde einem Cole die Ehre zuteil, als Pace Car das Indy-500-Rennen zu starten.
Bevor der Vorhang endgültig fiel, gab es noch fünf Modelle im Jahre 1925. Ballonreifen der Größe 34″ × 7,3″ gehörten nun zur Serienausstattung und die Wagen bekamen neue, zweiteilige Stoßfänger hinten, die „Bumperettes“ genannt wurden. Obwohl Joseph Cole bereits Anfang 1925 mit der Liquidation seiner Firma begann, verließen noch 607 Wagen die Fabrik. Cole verstarb unerwartet am 8. August 1925 an einer Infektion, kurz bevor er die Auflösung seiner Firma hätte abschließen können.

## Modellübersicht
| Jahr | Modell                | Zylinder | Bohrung (mm) | Hub (mm) | Hubraum (cm³) | Leistung (PS) | Radstand (cm) | Aufbau | Quelle für Motordaten |
| ---- | --------------------- | -------- | ------------ | -------- | ------------- | ------------- | ------------- | --- | --------------------- |
| 1909 | Solid Tire Automobile |          |              |          |               |               |               | |                       |
| 1909 | Model 30              | 2        | 107,95       | 101,6    | 1860          | 14            | 229           | Runabout 2-sitzig, 3- bis 4-sitzig und 4-sitzig | [ 3 ]                 |
| 1910 | Series 30             | 4        | 101,6        | 101,6    | 3295          | 30            | 274           | Model E Flyer 2-sitzig, Model F Tourabout 4-sitzig, Model G Palace Tourenwagen 5-sitzig, leichter Tourenwagen 5-sitzig Model H Flyer, Model K Palace Tourenwagen                                                                         | [ 3 ] [ 4 ] [ 5 ]     |
| 1911 | Series 30             | 4        | 107,95       | 114,3    | 4184          | 30            | 300           | Model L Roadster 2-sitzig, Model M Toy Tonneau, Model O Tourenwagen 5-sitzig, Model Q Fore-Door Tourenwagen 5-sitzig | [ 3 ] [ 6 ]           |
| 1912 | Forty                 | 4        | 114,3        | 133,35   | 5473          | 40            | 310           | Model A Speedster, Model B Roadster 2-sitzig, Model C Toy Tonneau, Model D Tourenwagen, Model I Colonial Coupé, Model T Inside Drive Limousine, Model U Limousine                                                                        | [ 3 ] [ 7 ]           |
| 1913 | Forty                 | 4        | 104,775      | 120,65   | 4161          | 40            | 295           | Tourenwagen 5-sitzig, Roadster 2-sitzig | [ 3 ] [ 8 ]           |
| 1913 | Fifty                 | 4        | 114,3        | 133,35   | 5473          | 50            | 310           | Roadster 2-sitzig, Toy Tonneau 4-sitzig und 6-sitzig, Tourenwagen 5-sitzig und 7-sitzig | [ 3 ] [ 9 ]           |
| 1913 | Sixty                 | 6        | 104,775      | 120,65   | 6241          | 60            | 335           | Tourenwagen 7-sitzig, Toy Tonneau 4-sitzig, Roadster 2-sitzig, Coupé 4-sitzig, Limousine 7-sitzig | [ 3 ] [ 10 ]          |
| 1914 | Four                  | 4        | 107,95       | 133,35   | 4882          |               | 305           | Toy Tonneau, Tourenwagen 5-sitzig, Roadster 2-sitzig, Coupé 3-sitzig | [ 3 ] [ 11 ]          |
| 1914 | Six                   | 6        | 107,95       | 133,35   | 7323          |               | 345           | Tourenwagen 7-sitzig, Toy Tonneau 6-sitzig, Roadster 2-sitzig, Coupé 4-sitzig, Limousine 7-sitzig | [ 3 ] [ 12 ]          |
| 1915 | Standard 4-40         | 4        | 107,95       | 133,35   | 4882          | 40            | 305           | Tourenwagen 7-sitzig, Roadster 2-sitzig, Coupé 3-sitzig | [ 3 ] [ 13 ]          |
| 1915 | Model 6-50            | 6        | 088,9        | 127      | 4730          | 50            | 320           | Tourenwagen 4-sitzig und 7-sitzig, Roadster 2-sitzig, Coupé 3-sitzig | [ 3 ] [ 14 ]          |
| 1915 | Little 6 Series 651   | 6        | 088,9        | 133,35   | 4966          |               | 320           | Coupe, Tourenwagen |                       |
| 1915 | Big Six 6-60          | 6        | 107,95       | 133,35   | 7323          | 60            | 345           | Tourenwagen 7-sitzig, Roadster 2-sitzig, Coupé 4-sitzig, Limousine 7-sitzig | [ 3 ] [ 16 ]          |
| 1915 | 8-50 Series           | 8        | 088,9        | 114,3    | 5676          |               | 320           | Roadster, Tourenwagen |                       |
| 1916 | Model 8-50            | 8        | 088,9        | 114,3    | 5676          | 77            | 323           | Tourenwagen 7-sitzig, Roadster 3-sitzig, Limousine 8-sitzig, Coupé 4-sitzig, Demountable Sedan 7-sitzig | [ 18 ]                |
| 1916 | 8-60 Series 30        | 8        | 088,9        | 114,3    | 5676          |               | 323           | Roadster, Tourenwagen |                       |
| 1916 | Big Six Series 666    | 6        | 107,95       | 133,35   | 7323          |               | 345           | |                       |
| 1917 | Series 860            | 8        | 088,9        | 114,3    | 5676          | 77            | 323           | Tuxedo Roadster 4-sitzig, Tourenwagen 7-sitzig, Toursedan 7-sitzig, Tourcoupe 4-sitzig, Foredoor Touren-Limousine 7-sitzig | [ 21 ] [ 22 ]         |
| 1918 | Series 870            | 8        | 088,9        | 114,3    | 5676          | 81            | 323           | Roadster 2-sitzig, Tourenwagen 7-sitzig, Speedster 4-sitzig | [ 23 ]                |
| 1919 | Series 870            | 8        | 088,9        | 114,3    | 5676          | 81            | 323           | Tourster 7-sitzig, Toursedan 7-sitzig, Roadster 2-sitzig, Speedster 4-sitzig, Tourcoupe 4-sitzig, Town Car 7-sitzig | [ 24 ] [ 25 ]         |
| 1920 | Aero Eight            | 8        | 088,9        | 114,3    | 5676          | 80            | 323           | Roadster 2-sitzig, Speedster 4-sitzig, Sportsedan 6-sitzig, Sportosine 6-sitzig, Sportcoupe 4-sitzig, Tourosine 7-sitzig, Toursedan 7-sitzig, Town Car 6-sitzig, Tourster                                                                | [ 26 ]                |
| 1921 | Aero Eight            | 8        | 088,9        | 114,3    | 5676          | 80            | 323           | Tourenwagen 7-sitzig, Roadster 2-sitzig, Sport 4-sitzig, Coupé 4-sitzig, Limousine 4-sitzig, Tourosine 7-sitzig, Sportosine 4-sitzig, Toursedan 7-sitzig                                                                                 | [ 27 ]                |
| 1922 | Aero Eight 890        | 8        | 088,9        | 114,3    | 5676          | 80            | 323           | Tourenwagen 7-sitzig, Roadster 2-sitzig, Sport 4-sitzig, California Sport 4-sitzig, California Tourenwagen 7-sitzig, Coupé 3-sitzig, Sportosine 6-sitzig, Sportsedan 4-sitzig, Suburban 5-sitzig, Toursedan 7-sitzig, Tourosine 7-sitzig | [ 28 ]                |
| 1923 | Series 890            | 8        | 088,9        | 114,3    | 5676          | 80            | 323           | Tourenwagen 7-sitzig, Sport 4-sitzig, Roadster 2-sitzig, Coupé 4-sitzig, Limousine 7-sitzig, Toursedan 7-sitzig, Suburban 5-sitzig, Berline 7-sitzig                                                                                     | [ 29 ]                |
| 1924 | Series 890            | 8        | 088,9        | 114,3    | 5676          | 80            | 323           | Westchester Tourenwagen 7-sitzig, Sport 4-sitzig, Coupé 4-sitzig, Imperial Coupé 4-sitzig, Limousine 7-sitzig, Brouette 5-sitzig, Aero-Volante 4-sitzig                                                                                  | [ 30 ]                |
| 1925 | Series 890            | 8        | 088,9        | 114,3    | 5676          | 80            | 323           | Aero Volante 4-sitzig, Westchester Tourenwagen 7-sitzig, Coupé 4-sitzig, Brouette 5-sitzig, Royal Sedan 7-sitzig | [ 31 ]                |

Quelle, sofern nicht explizit angegeben:

## Produktionszahlen
| Jahr  | Produktionszahl |
| ----- | --------------- |
| 1909  | 0.176           |
| 1910  | 0.433           |
| 1911  | 0.860           |
| 1912  | 1.080           |
| 1913  | 1.160           |
| 1914  | 1.283           |
| 1915  | 3.210           |
| 1916  | 5.160           |
| 1917  | 4.193           |
| 1918  | 1.380           |
| 1919  | 3.166           |
| 1920  | 3.236           |
| 1921  | 4.138           |
| 1922  | 2.063           |
| 1923  | 1.961           |
| 1924  | 1.160           |
| 1925  | 0.607           |
| Summe | 35.2660         |

Quelle: